# 百花香

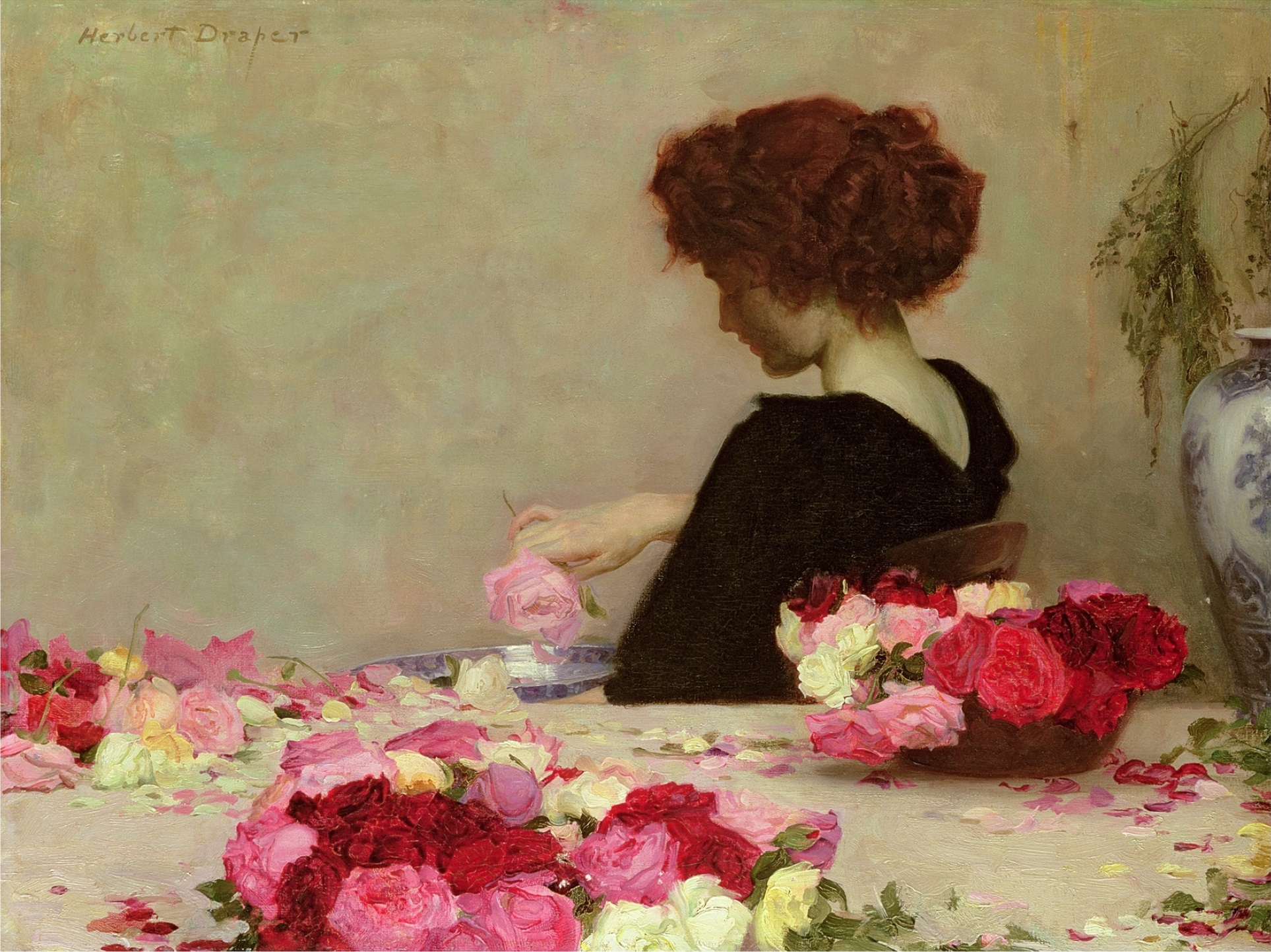
畫作《一名製作百花香的婦女》，由赫伯特·詹姆斯·德雷珀所繪

百花香是一种由干燥的天然芳香植物材料製成的混合物，有時候還會在當中添加天然和合成香料以及彩色染料。  至少100多个科的455种植物都能成為百花香的原料。百花香有一種特殊的味道，有人會在家中擺放百花香，而且通常放在碗中。